# Walter Lange (Mediziner)
Richard Walter Lange (* 12. Juli 1882 in Leipzig; † 1961) war ein deutscher Admiralarzt der Kriegsmarine.

## Leben
Walter Lange trat am 1. April 1901 in die Kaiserliche Marine ein. 1907 wurde er mit dem Thema Zur Kasuistik der akuten Pankreaserkrankung promoviert.
Am 10. April 1911 wurde er zum Marine-Stabsarzt befördert. Bis November 1914 war er Oberarzt im Festungslazarett Kiel und kam dann bis August 1916 zum Marineluftschiff-Trupp Nordholz. Anschließend war er bis Kriegsende Schiffsarzt auf der Prinzregent Luitpold.
Nach dem Krieg wurde er in die Reichsmarine übernommen. 1922 war er im Stab des Befehlshabers der Landstreitkräfte der Ostsee und zugleich leitender Sanitätsoffizier der Marinelazarettabteilung Stralsund. Am 1. Juni 1922 wurde er Marine-Oberstabsarzt. Es folgte am 1. Juli 1927 seine Beförderung zum Marine-Generaloberarzt und am 1. April 1930 zum Marine-Generalarzt. 1931 war er Stationsarzt der Marinestation der Ostsee und war zeitgleich Chef des Sanitätsamtes der Marinestation der Ostsee.
Ab April 1940 war er Chefarzt des Marinelazaretts Malente. Am 1. August 1941 wurde Lange zum Admiralarzt z. V. befördert und blieb bis November 1943 Chefarzt in Malente.